# Ivo Malec
Ivo Malec (født 30. marts 1925 i Zagreb, Kroatien - død 14. august 2019 i Paris, Frankrig) var en kroatisk født fransk komponist, lærer og dirigent.
Malec fik undervisning i komposition af den franske komponist Pierre Schaeffer. Han blev fransk statsborger i (1955), og underviste i komposition på Musikkonservatoriet i Paris (1972-1990). Malec har skrevet 2 symfonier, orkesterværker, kammermusik, elektronisk musik, kantater, sonater, solostykker for mange instrumenter etc. Han hører til en af de første Kroatiske komponister som blev højt anererkendt på Verdensplan. Malec hører til avantgarde komponisterne, med inspiration fra bla. Iannis Xenakis.

## Udvalgte værker
- Symfoni nr. 1 (1956) - for orkester
- Symfoni nr. 2 "Riola eller symfoni for mig selv" (1977-1978) - for orkester
- "Satser i farver" (1959) - for orkester
- Klaversonate (1949) - for klaver